# Dicranomyia conveniens
Dicranomyia conveniens är en tvåvingeart som först beskrevs av Walker 1848.  Dicranomyia conveniens ingår i släktet Dicranomyia och familjen småharkrankar. Inga underarter finns listade i Catalogue of Life.